# Анже (Лоар и Шер)
Анже (фр. Angé) насеље је и општина у централној Француској у региону Центар (регион), у департману Лоар и Шер која припада префектури Блоа.
По подацима из 2011. године у општини је живело 820 становника, а густина насељености је износила 47,24 становника/km². Општина се простире на површини од 17,36 km². Налази се на средњој надморској висини од 68 метара (максималној 172 m, а минималној 59 m).

## Демографија
| 1962. | 1968. | 1975. | 1982. | 1990. | 1999. | 2011. |
| ----- | ----- | ----- | ----- | ----- | ----- | ----- |
| 619   | 642   | 650   | 664   | 751   | 791   | 820   |

График промене броја становника у току последњих година